# جورج قالبرايث
جورج قالبرايث هو لاعب هوكي الجليد كندي، ولد في 16 ديسمبر 1955 في بيمبروك في كندا.

## وصلات خارجية
- جورج قالبرايث على موقع EliteProspects.com (الإنجليزية)
- جورج قالبرايث على موقع Eurohockey.com (الإنجليزية)
- جورج قالبرايث على موقع HockeyDB.com (الإنجليزية)